# جهاد يوسف
جهاد يوسف احمد صالح أبو شنب أعلامي فلسطيني من مواليد القاهرة 15 أكتوبر 1979-) يرجع أصوله من قرية الجية قضاء مدينة المجدل الفلسطينية، لاعب سابق في نادي الاهلي القطري، ويعمل حاليا مذيعا ومراسلا لقناة الجزيرة الرياضية.

## مراحل دراسته
انهى دراسته الابتدائية والاعدادية والثانوية في قطر اثناء إقامته هناك قبل السفر إلى سوريا لاستكمال دراسته الجامعية في قسم الاعلام بجامعة دمشق وتخرج منها عام2002.

## الوظائف التي شغلها
عمل في مكتب وكالة جيهان التركية للانباء اثناء دراسته في الجامعة وعمل في التلفزيون القطري لمدة ست سنوات وفي الوقت ذاته مراسل لقناة cnbc في الدوحة لمدة ثلاث سنوات لينتقل بعد ذلك للعمل في قناة الدوري والكأس القطرية مع بداية أنطلقتها قبل أن يلتحق عام2008 للعمل في الجزيرة الرياضية حيث عمل صحفيا ومراسلا بالإضافة الي مذيع ومقدم لجولة الصحافة والاقتصاد ولمدة عام كامل يعمل في البرومو الخاص بالقناة من خلال تسجيل الاشارات الخاصة ببرامج القناة ونشرات الاخبار حيث كان الصوت الرسمي للقناة البرتقالية.

## البطولات الذي غطاها جهاد يوسف لقناة الجزيرة الرياضية
- كأس العالم2010 بجنوب أفريقيا
- بطولة الأمم الأوروبية للمنتخبات ببولندا وأوكرانيا
- دورة الألعاب الأولمبية 2012 بلندن
- نهائيات كأس أسيا2011 بالدوحة
- كأس الأمم الأوروبية 2012 ببولندا و أوكرانيا

## وصلات خارجية
موقع قناة الجزيرة الرياضية على الانترنت
جهاد يوسف على فيسبوك 